# Jan Hendrik Waszink
Jan Hendrik Waszink, né le 17 octobre 1908 dans la province d'Utrecht - décédé à Lugano le 5 octobre 1990, est un humaniste et philologue néerlandais. Célèbre pour ses travaux sur Tertullien, Tibulle, Chalcidius et Érasme. Membre de l'Académie royale néerlandaise et de l'Institut de France, il fut cofondateur et corédacteur jusqu'en 1988 du Reallexikon für Antike und Christentum, ainsi que de la revue Vigiliae Christianae, fondée avec la philologue Christine Mohrmann il a reçu de multiples honneurs universitaires.

## Biographie
J.H. Waszink est né à Renswoude. Il entame des études de philologie classique à l'université de Leyde. Disciple de FJ. Dölger, il obtient son doctorat en 1933, après un stage d'un an à Bonn. Il enseigne d'abord dans le second degré à Bréda, puis à Utrecht. En 1946, il est professeur de langue et littérature latines à l'université de Leyde, et prend sa retraite en 1974. Le 5 octobre 1990, J.H. Waszink décède soudainement, lors d'un séjour de vacances en Italie avec des amis.

## Recherches
Waszink étudie la rencontre du christianisme avec la romanité, et permit même un regain d'intérêt de la part du monde scientifique pour cette époque.